# Duarte Mendes
José Henrique Duarte Mendes, conocido por Duarte Mendes (n. 7 de agosto de 1947) es un cantante portugués. Conocido por su participación en el Festival de la Canción de Eurovisión 1975.

## Biografía
Duarte Mendes tomó parte en la Revolución de los claveles como oficial de la Escola Prática de Artilharia en Vendas Novas, participando en el Movimento das Forças Armadas que derribó al gobierno de Marcelo Caetano.
Duarte Mendes tuvo una larga carrera musical, habiendo ganado el Festival RTP da Canção de 1975 con el tema "Madrugada".

## Música
La primera participación de Duarte Mendes en el Festival RTP da Canção fue en 1970 con la canción "Então Dizia-te". Vuelve a participar en 1971 con "Adolescente", donde acaba en octava y penúltima posición. En 1972, finaliza sexto con "Cidade alheia" y fue tercero en 1973 con "Gente". Finalmente en 1975 consigue ganar el Festival RTP da Canção, con la canción "Madrugada".
La victoria en el Festival RTP da Canção hizo posible que partipara en el Festival de Eurovisión; su paso por el Festival de la Canción de Eurovisión 1975 celebrado en Estocolmo se saldó con una 16.ª posición. Su intención era interpretar la canción vestido de militar, como homenaje a la Revolución de los Claveles acontecida en Portugal el año anterior, cosa que no autorizó la UER. Aun así Duarte Mendes portó un clavel en la solapa, como sentido homenaje a una revolución en la que tuvo parte activa.
Duarte Mendes abandonó la carrera artística.

## Discografía
- Então Dizia-te (Single, Philips, 1970)
- Adolescente/Dar e Cantar (Single, Philips, 1971)
- Cidade Alheia/Town Without Sun (Single, Orfeu, 1972)
- Tempo Sem Horas/Absence/Running Time (EP, Orfeu, 1972)
- Gente/O Retrato/Maria Vida Fria (EP, Orfeu, 1973)
- O Lago/Sol e Angústia (Single, Orfeu, 1973) SAT 852
- Canção de Todos Nós/Hino à Mulher (Single, Orfeu, 1974) KSAT 504
- Madrugada/Entre Espanha e o Mar (Single, Orfeu, 1975) KSAT 522
- Duarte Mendes (LP, Orfeu, 197-)
- Clássicos da Renascença (CD, Movieplay, 2000)